# Новосёловское муниципальное образование (Саратовская область)
Новосёловское муниципальное образование — сельское поселение в Екатериновском районе Саратовской области Российской Федерации.
Административный центр — село Новосёловка.

## История
Статус и границы сельского поселения установлены Законом Саратовской области от 27 декабря 2004 года № 83-ЗСО «О муниципальных образованиях, входящих в состав Екатериновского муниципального района».
Законом Саратовской области от 20 апреля 2018 года № 37−ЗСО Новоселовское и Прудовое муниципальные образования преобразованы, путём их объединения, во вновь образованное муниципальное образование «Новоселовское муниципальное образование Екатериновского муниципального района Саратовской области», наделённое статусом сельского поселения с административным центром в селе Новоселовка.

## Население
| 2010 | 2011  | 2012  | 2013  | 2014  | 2015  | 2016 |
| ---- | ----- | ----- | ----- | ----- | ----- | ---- |
| 1027 | ↘1024 | ↘998  | ↗1009 | ↗1030 | ↘1005 | ↘991 |
| 2017 | 2018  | 2019  | 2020  | 2021  |       |      |
| ↘979 | ↘971  | ↗1868 | ↘1858 | ↘1724 |       |      |

## Состав сельского поселения
| № | Населённый пункт   | Тип населённого пункта          | Население |
| - | ------------------ | ------------------------------- | --------- |
| 1 | Малая Екатериновка | деревня                         | ↘398      |
| 2 | Мирный             | посёлок                         | 21        |
| 3 | Новосёловка        | село, административный центр    | ↘566      |
| 4 | Октябревка         | деревня                         | 42        |
| 5 | Переезд            | село                            | ↗291      |
| 6 | Прудовой           | посёлок, административный центр | ↘662      |